# Joni Nyman
Joni Nyman (Pori, 5 settembre 1962) è un ex pugile finlandese.

## Palmarès

### Olimpiadi
- Bronzo a Los Angeles 1984 nei pesi welter.

### Europei - Dilettanti
- Argento a Budapest 1985 nei pesi welter.